# Casco (minería)
Un casco, en minería, es un equipo de protección de la cabeza para los trabajadores de las minas. Se utiliza con fines de seguridad para los mineros, sobre todo en la minería subterránea. Suelen tener un foco de luz colocado en la zona frontal.
La normativa europea relativa a cascos de protección incluye las normas:
- EN 397 sobre Cascos de protección para la industria
- EN 812 sobre Cascos contra golpes para la industria
- EN 14052 sobre Cascos de altas prestaciones para la industria

## Ejemplos
- Comfo-Cap, fabricado por Mine Safety Appliances

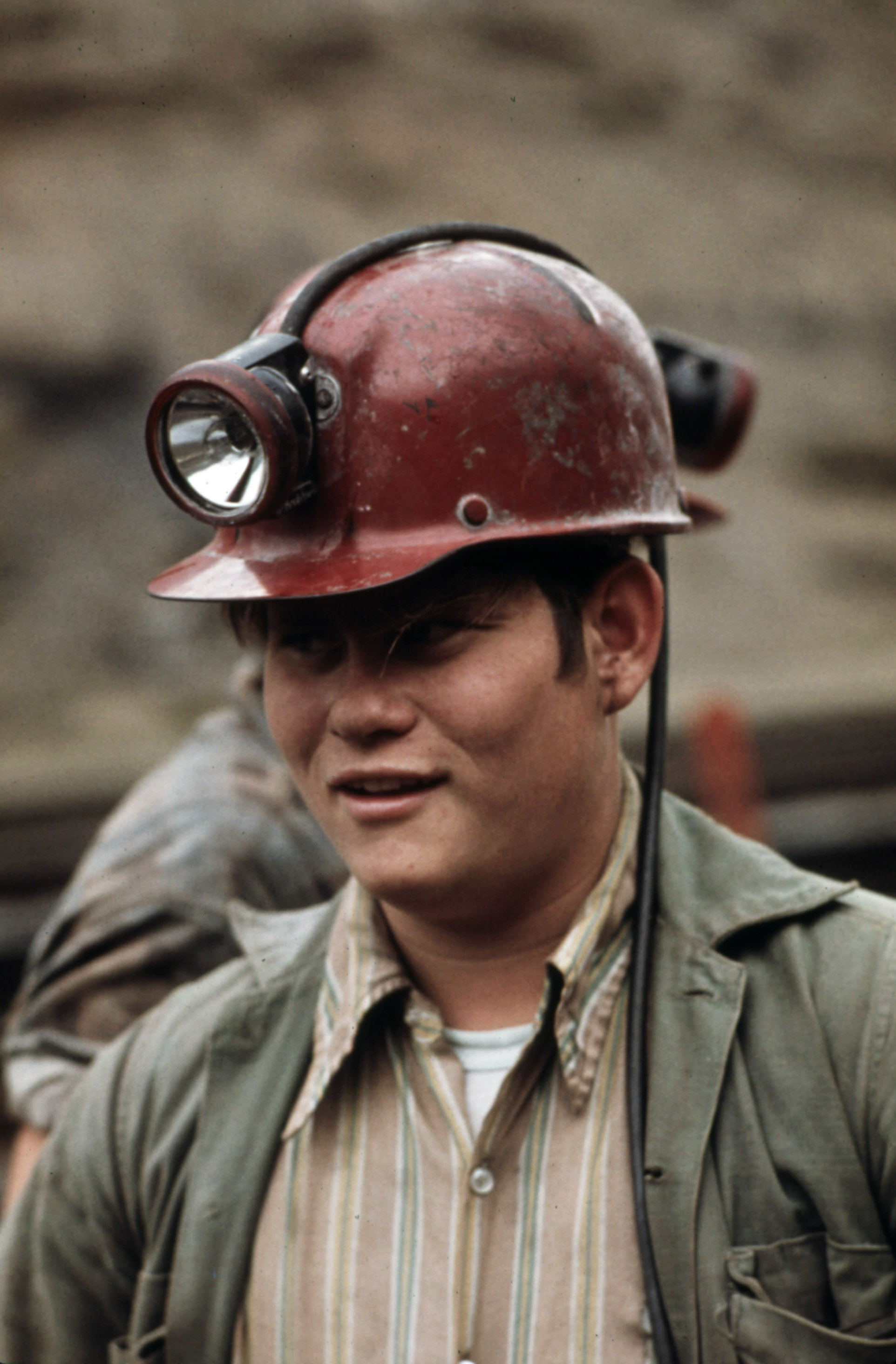
Minero con casco.

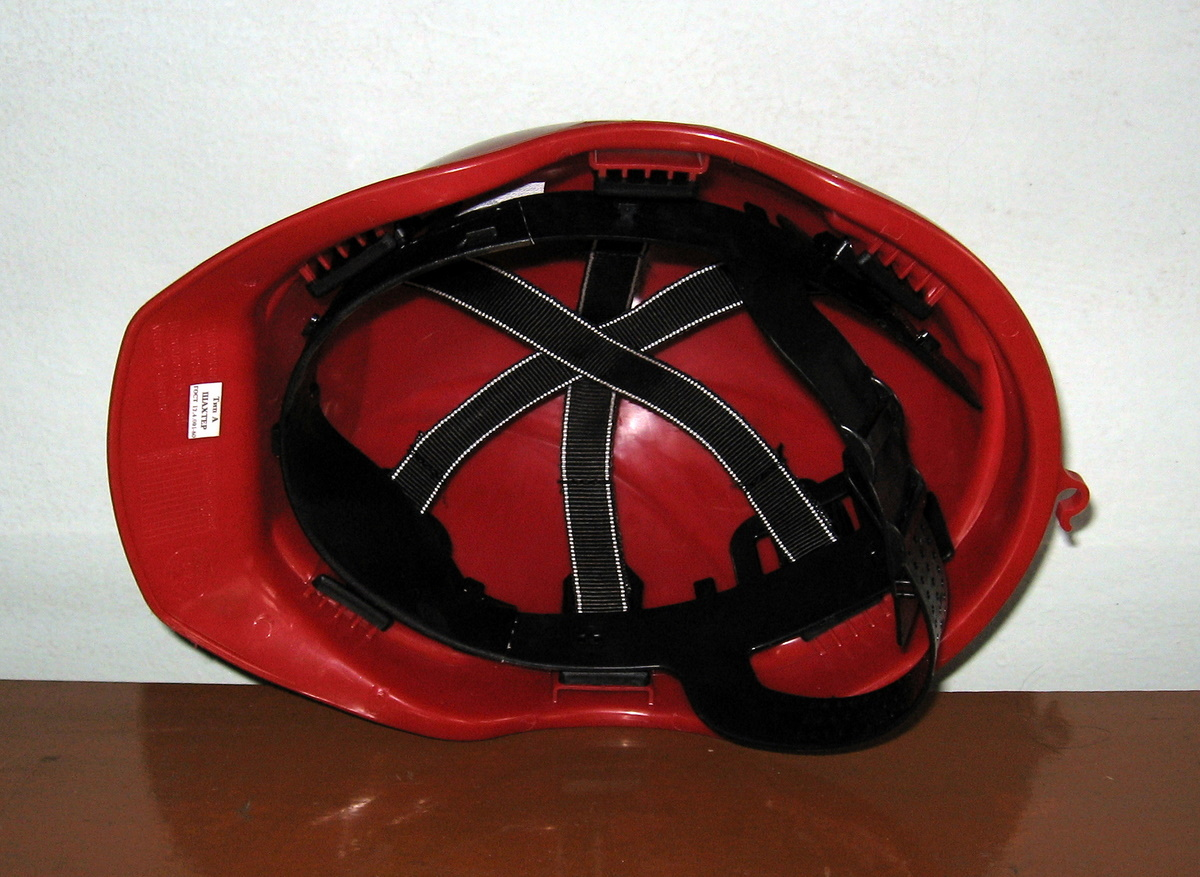
Casco (vista inferior).

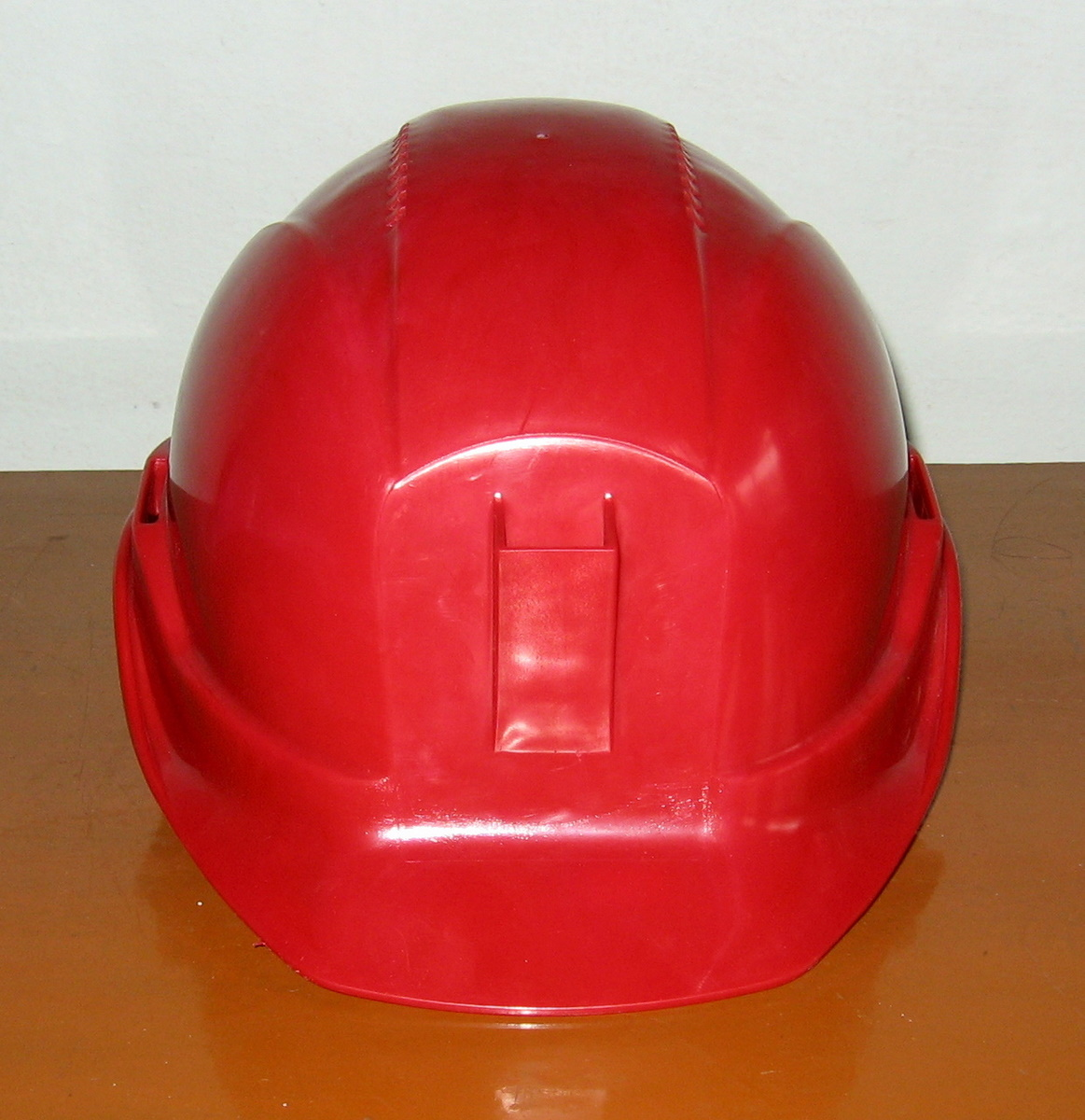
Casco (vista frontal).

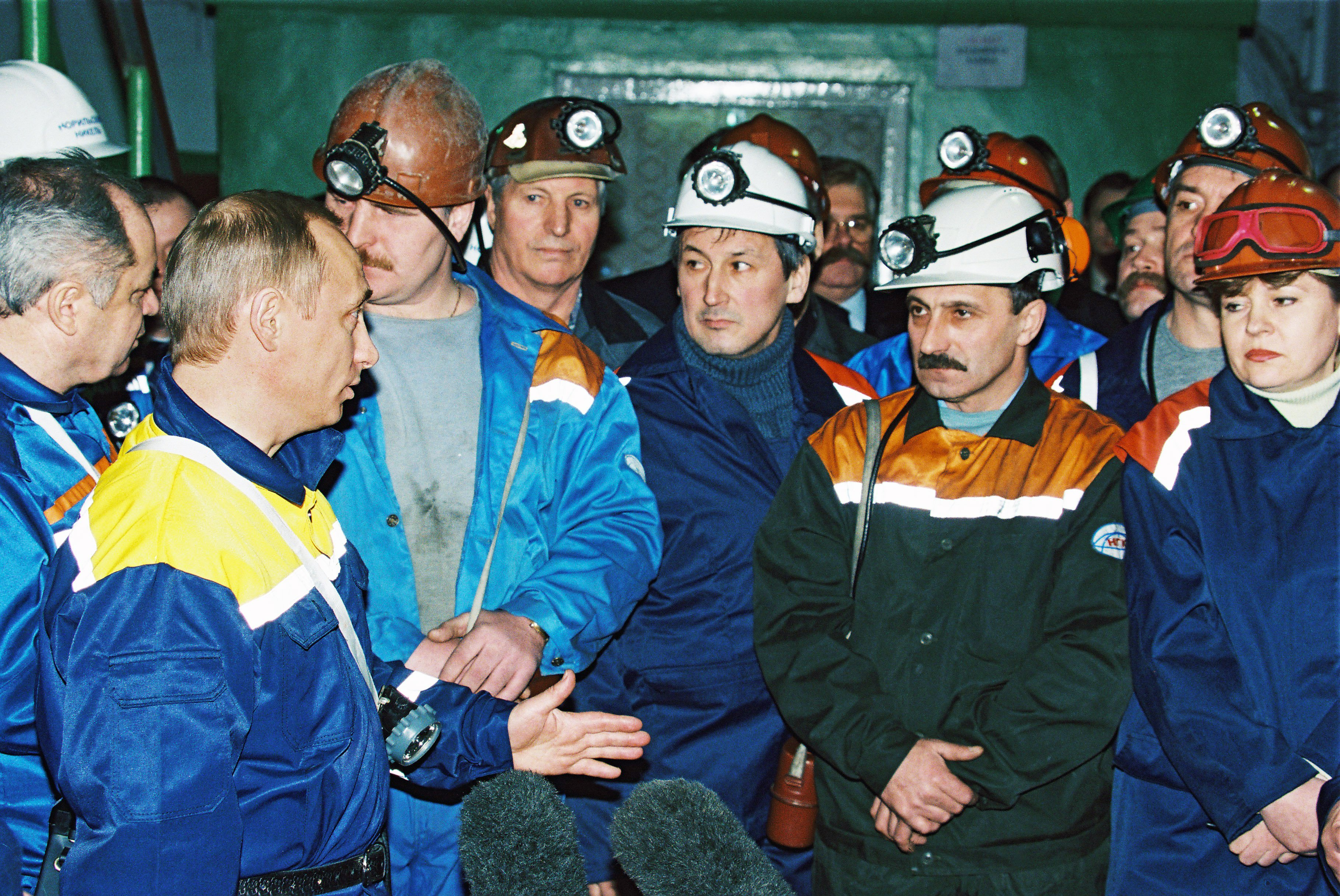
Mineros con casco.

- Datos: Q8341906